# Niet Molotoff
Niet Molotoff är en finländsk propagandasång från andra världskriget. Den är komponerad av Matti Jurva och textförfattad av Taavetti Pekkarinen. Titeln anspelar på Sovjetunionens utrikesminister Vjatjeslav Molotov.
Matti Jurva och Kristalli-orkesteri, dirigerad av George de Godzinsky, gjorde en skivinspelning med sången 1942. Matti Jurva hade redan 1940 framfört en längre version av sången i propagandafilmen Suomi-Filmin sotilaspila 2. 1989 gjorde Solistiyhtye Suomi en egen tolkning av sången.